# Fuchsia sanctae-rosae
Fuchsia sanctae-rosae är en dunörtsväxtart som beskrevs av Carl Ernst Otto Kuntze. Fuchsia sanctae-rosae ingår i släktet fuchsior, och familjen dunörtsväxter. Inga underarter finns listade i Catalogue of Life.